# Верхнелащинское сельское поселение
Верхнелащинское сельское поселение — муниципальное образование в составе Буинского района Республики Татарстан.
Административный центр — село Верхние Лащи.

## Населённые пункты
На территории поселения находятся 4 населённых пункта:
- с. Верхние Лащи.
- д. Беловолжка Татарская
- д. Беловолжка Чувашская
- д. Тойгильды.

## Население
| 2010 | 2011 | 2012 | 2013 | 2014 | 2015 | 2016 |
| ---- | ---- | ---- | ---- | ---- | ---- | ---- |
| 730  | ↘726 | ↘712 | ↘696 | ↘664 | ↘663 | ↘651 |
| 2017 | 2018 |      |      |      |      |      |
| ↘647 | ↘641 |      |      |      |      |      |